# Pierre Gobeil (acteur)
Pour les articles homonymes, voir Gobeil et Pierre Gobeil.
Pierre Gobeil est un acteur québécois né à Grand-Mère le 23 mars 1938 et décédé le 21 mai 2006 à Sherbrooke (Canada) à l'âge de 68 ans.

## Filmographie
- 1974 : Le Grand Voyage
- 1975 : Cher Théo
- 1975 : La Gammick : Gaby
- 1975 : L'Île jaune : Le directeur du personnel
- 1975 : Le Temps de l'avant : Gabriel, Helene's husband
- 1975 : Partis pour la gloire
- 1976 : Grand-Papa (série télévisée) : Dr. Serge Couture
- 1977 : Duplessis (feuilleton TV) : François Leduc
- 1977 : J.A. Martin photographe : M.. Tremblay
- 1979 : Caroline (série télévisée) : Charles
- 1979 : Mourir à tue-tête : Le policier
- 1978-1985: Terre Humaine (série télévisée de 229 épisodes) (M Cantin (personnage violent))
- 1985 : Le Temps d'une paix (série télévisée) : Curé Chouinard (2e)
- 1980 : Cordélia : Isidore Poirier
- 1980 : The Lucky Star : Peter
- 1982 : La Quarantaine : Jacques
- 1986-1989 : Des dames de coeur : Roger Lamontagne (2e)
- 1984 : Laurier (feuilleton TV)
- 1986 : La Fuite
- 1988 : À corps perdu : Le patron
- 1994-1998 : Watatatow : Gaston Lanctôt
- 1999 : Cinq minutes de détente : Maloney Père